# Hovea chorizemifolia
Hovea chorizemifolia är en ärtväxtart som beskrevs av Dc. Hovea chorizemifolia ingår i släktet Hovea och familjen ärtväxter. Inga underarter finns listade i Catalogue of Life.